# Xanthorhoe derzhavini
Xanthorhoe derzhavini là một loài bướm đêm trong họ Geometridae.